# Xanthocryptus tegularis
Xanthocryptus tegularis är en stekelart som först beskrevs av Szepligeti 1916.  Xanthocryptus tegularis ingår i släktet Xanthocryptus och familjen brokparasitsteklar. Inga underarter finns listade i Catalogue of Life.